# Mula (sjö i Varkaus, Norra Savolax, Finland)
Mula eller Mulajärvi är en sjö i Finland. Den ligger i kommunen Varkaus i landskapet Norra Savolax, i den södra delen av landet, 280 km nordost om huvudstaden Helsingfors. Mula ligger 77,8 meter över havet. Den är 6 meter djup. Arean är 1,84 kvadratkilometer och strandlinjen är 11,89 kilometer lång. Sjön  ingår i Vuoksens huvudavrinningsområde.   I omgivningarna runt Mula växer i huvudsak blandskog.